# China International Marine Containers
China International Marine Containers(HKSE : 2039), plus connue sous son sigle CIMC est un groupe chinois, premier producteur mondial de conteneurs. La société détient la moitié du marché mondial avec 1,2 million d'unités produites en 2004 (contre seulement 70 000 en 1994).

## Histoire
Fondée par China Merchants Holdings et la East Asiatic Company Ltd.(EAC) en janvier 1980, la société lança sa production en septembre 1982. En 1987, la compagnie maritime nationale chinoise COSCO devint le troisième actionnaire de la société. CIMC est cotée à la bourse de Shenzhen depuis 1994 .
En septembre 2021, China International Marine Containers annonce l'acquisition de Maersk Container Industry et sa participation dans pour 1,08 milliard de dollars.

## Activité
L'entreprise possède 18 sites de productions à travers la Chine, fabricant tous types de conteneurs : conteneurs secs, réfrigérés, citernes, etc. L'entreprise est aussi présente dans la fabrication d'engins de manutention de conteneurs, d'équipements de citernes et d'équipements pour le fret aéroportuaire elle ouvre un secteur construction modulaire axé essentiellement sur la construction d'hôtels : Premier Inn Hull, Travel Lodge Hearthrow Travelodge Uxbridge,ainsi que des logements destinés aux étudiants Amsterdam University. La société CIMC s'est doté de moyens technologiques et humains extrêmement performants, qui ont abouti à la création d'un bureau de recherche et développement employant plus de 100 ingénieurs. Le groupe emploie plus de 100 000 personnes au travers de 50 filiales. 

## Source
- (en) Site officiel